# Багач Олександр Миколайович
Олександр Миколайович Багач (21 листопада 1966, с. Матусів Шполянського району Черкаської області) — український штовхач ядра, пауерліфтер та тренер з легкої атлетики.

## Життєпис
Завойовував бронзові медалі на Олімпійських іграх і Чемпіонатах світу. Був позбавлений золотої медалі на Чемпіонаті світу в 1997 році через те, що не пройшов допінг-тест на ефедрин, щоб був підтверджений даними на той непрацючої допінг-лабораторії. До того був дискваліфікований на два роки через непроходження тесту на тестостерон у 1989 році.
Після позитивного тесту на допінг у 2000 році, був дискваліфікований назавжди. Після цього, екс-легкоатлет тренує українських паралімпійців, його вихованець Олександр Ясиновий — бронзовий призер Пекіну в штовханні ядра та метанні диску.

### Здобутки
- Літні Олімпійські ігри:
  - 1996, Атланта — бронза

- Чемпіонати світу:
  - 1993, Штутгарт — бронза
  - 1999, Севілья — бронза

- Чемпіонати Європи:
  - 1994, Гельсінкі — бронза
  - 1998, Будапешт — золото

- Чемпіонати Європи в залі:
  - 1992, Генуя — золото
  - 1994, Париж — золото